# باترسون (جورجيا)
باترسون (بالإنجليزية: Patterson, Georgia)‏ هي مدينة تقع في مقاطعة بيرس، جورجيا بولاية جورجيا في الولايات المتحدة. تبلغ مساحة هذه المدينة 7.1 (كم²)، وترتفع عن سطح البحر 32 م، بلغ عدد سكانها 627 نسمة في عام 2010 حسب إحصاء مكتب تعداد الولايات المتحدة.

## أعلام
- كادى ستريكلاند
- ليندسي توماس

## وصلات خارجية
- Cities & Counties - Georgia.gov